# Eurovision Song Contest 1991
Der 36º Concorso Eurovisione della Canzone, so der offizielle Titel in diesem Jahr, fand am 4. Mai 1991 im Cinecittà Studio 15 in Rom statt. Ursprünglich sollte er in Sanremo, der Heimat des traditionellen Festival di Sanremo, austragen. Aus Sicherheitsgründen – Instabilität sowohl in der Region Balkan als auch im Irak – wurde der Contest dann aber kurzfristig ins Studio nach Rom verlegt, was einige organisatorische Komplikationen für die Teilnehmerländer nach sich zog. Schweden gewann mit Fångad av en stormvind knapp vor C’est le dernier qui a parlé qui a raison aus Frankreich.

## Besonderheiten
Die beiden erstplatzierten Teilnehmer Frankreich und Schweden bekamen beide 146 Punkte. Nach den bis 2003 geltenden Regeln wurde der Sieger bei Punktegleichstand nach der Anzahl der 12-Punkte-Wertungen entschieden. Da beide Vertreter 12 Punkte jeweils viermal bekamen, entschied die Anzahl der 10-Punkte-Wertungen, von denen Schweden fünf und Frankreich zwei bekam. Carola aus Schweden war damit die Siegerin.
Für Deutschland nahm die Gruppe Atlantis 2000 mit dem Titel Dieser Traum darf niemals sterben teil, der auf dem 18. Platz landete. Österreichs Beitrag Venedig im Regen, vorgetragen von Thomas Forstner, der schon 1989 und somit zum zweiten Male am Wettbewerb teilnahm, erreichte mit null Punkten den letzten Platz und konnte seinen Erfolg eines 5. Ranges zwei Jahre zuvor nicht wiederholen. Ein höheres Ergebnis erlangte die Schweiz: Sandra Studer, die als Sandra Simó antrat, kam mit Canzone per te auf den 5. Platz.
Nachdem die für Frankreich gestartete Amina seitens Israel 12 Punkte erhalten hatte, ging sie zum israelischen Duo Datz und bedankte sich bei ihnen. Das wurde als eine Art Versöhnungszeichen angesehen, da Amina muslimischen Glaubens ist.
Dragana Šarić, die für Jugoslawien unter dem Künstlernamen Bebi Dol auftrat, präsentierte sich komplett in türkis gekleidet mit Strumpfhose und Ballonröckchen. Zudem trug sie ein mit Strass verziertes Stirnband, silbern glitzernde Pumps und wurde von drei Backgroundtänzerinnen unterstützt. Für Norwegen sang die Gruppe Just 4 Fun von Hanne Krogh den Titel Mrs. Thompson.
Die Moderationen wurden größtenteils in der Landessprache des Gastgeberlandes, Italienisch, abgehalten. Ebenso wurde die italienische Sprache zusätzlich zur englischen und französischen Sprache bei der Punktebekanntgabe genutzt.

## Teilnehmer

Teilnehmende Länder
Länder, die bereits an einem früheren ESC teilgenommen hatten, aber nicht im Jahr 1991

Malta hatte das letzte Mal 1975 teilgenommen und kehrte nach einer fünfzehnjährigen Pause zurück. Die Niederlande nahmen nach 1985 das zweite Mal nicht teil, weil sich der Austragungstag wieder mit dem niederländischen Nationale Dodenherdenking überkreuzte. Damit nahmen wieder 22 Länder teil.

### Wiederkehrende Interpreten
| Land                   | Interpret                                          | Vorherige(s) Teilnahmejahr(e)                   |
| ---------------------- | -------------------------------------------------- | ----------------------------------------------- |
| Deutschland            | Klaus Pröpper (als Mitglied von Atlantis 2000)     | Begleitung: 1986                                |
| Irland                 | Kim Jackson                                        | Begleitung: 1990                                |
| Island                 | Stefán Hilmarsson (als Mitglied von Stefán & Eyfi) | 1988 (als Mitglied von Beathoven)               |
| Norwegen               | Eiríkur Hauksson (als Mitglied von Just 4 Fun)     | 1986 für Island (als Mitglied von ICY)          |
| Norwegen               | Hanne Krogh (als Mitglied von Just 4 Fun)          | 1971 • 1985 (als Mitglied der Bobbysocks)       |
| Österreich             | Thomas Forstner                                    | 1989                                            |
| Schweden               | Carola                                             | 1983                                            |
| Türkei                 | Gür Akad (Begleitung)                              | 1986 (als Mitglied von Klips ve Onlar)          |
| Vereinigtes Königreich | Kit Rolfe (Begleitung)                             | 1984 (als Mitglied von Belle and the Devotions) |
| Vereinigtes Königreich | Kit Rolfe (Begleitung)                             | Begleitung: 1983                                |
| Zypern                 | Elena Patroklou                                    | Begleitung: 1983, 1987 und 1989                 |

### Dirigenten
Jedes Lied wurde mit Live-Musik begleitet bzw. kam Live-Musik zum Einsatz – folgende Dirigenten leiteten das Orchester bei dem jeweiligen Land:
- Jugoslawien – Slobodan Marković
- Island – Jón Ólafsson
- Malta – Paul Abela
- Griechenland – Haris Andreadis
- Schweiz – Flaviano Cuffari
- Österreich – Richard Oesterreicher
- Luxemburg – Francis Goya
- Schweden – Anders Berglund
- Frankreich – Jérôme Pillement
- Türkei – Turhan Yükseler
- Irland – Noel Kelehan
- Portugal – Fernando Correia Martins
- Dänemark – Henrik Krogsgård
- Norwegen – Pete Knutsen
- Israel – Kobi Oshrat
- Finnland – Olli Ahvenlahti
- Deutschland – Hermann Weindorf
- Belgien – Roland Verlooven
- Spanien – Eduardo Leiva
- Vereinigtes Königreich – Ronnie Hazlehurst
- Zypern – Alexander Kirov Zografov
- Italien – Bruno Canfora

## Abstimmungsverfahren
In jedem Land gab es eine Jury, die zunächst die zehn besten Lieder intern ermittelten. Danach vergaben die einzelnen Jurys 12, 10, 8, 7, 6, 5, 4, 3, 2 Punkte und 1 Punkt an diese zehn besten Lieder.

## Platzierungen
| Platz | Startnr. | Land                   | Interpret                                   | Lied Musik (M) und Text (T)                                                      | Sprache        | Übersetzung (Inoffiziell)              | Punkte |
| ----- | -------- | ---------------------- | ------------------------------------------- | -------------------------------------------------------------------------------- | -------------- | -------------------------------------- | ------ |
| 01. a | 08       | Schweden               | Carola                                      | Fångad av en stormvind M/T: Stephan Berg                                         | Schwedisch     | In einem Sturmwind gefangen            | 146    |
| 02.   | 09       | Frankreich             | Amina                                       | C’est le dernier qui a parlé qui a raison M: Wasis Diop; T: Amina Annabi         | Französisch    | Wer das letzte Wort hat, hat recht     | 146    |
| 03.   | 15       | Israel                 | Duo Datz אורנה ומשה דץ                      | Kan (כאן) M/T: Uzi Chitman                                                       | Hebräisch      | Hier                                   | 139    |
| 04.   | 19       | Spanien                | Sergio Dalma                                | Bailar pegados M: Julio Seijas; T: Luis Gomez Escolar                            | Spanisch       | Eng tanzen                             | 119    |
| 05.   | 05       | Schweiz                | Sandra Simó                                 | Canzone per te M/T: Renato Mascetti                                              | Italienisch    | Lied für dich                          | 118    |
| 06. b | 03       | Malta                  | Paul Giordimaina and Georgina               | Could It Be M: Paul Abela; T: Raymond Mahoney                                    | Englisch       | Könnte es sein                         | 106    |
| 07.   | 22       | Italien                | Peppino di Capri                            | Comme è ddoce ’o mare M: Marcello Marocchi; T: Giampiero Artegiani               | Neapolitanisch | Wie süß ist das Meer                   | 089    |
| 08.   | 12       | Portugal               | Dulce                                       | Lusitana paixão M: Jorge Quintela, José Da Ponte; T: Fred Micaelo, José Da Ponte | Portugiesisch  | Lusitanische Leidenschaft              | 062    |
| 09.   | 21       | Zypern                 | Elena Patroklou Ελενα Πατρόκλου             | S.O.S. M: Kypros Charalambus; T: Andreas Christou                                | Griechisch     | –                                      | 060    |
| 10.   | 20       | Vereinigtes Königreich | Samantha Janus                              | A Message to Your Heart M/T: Paul Curtis                                         | Englisch       | Eine Botschaft an dein Herz            | 047    |
| 10.   | 11       | Irland                 | Kim Jackson                                 | Could It Be that I’m in Love? M/T: Liam O’Reilly                                 | Englisch       | Könnte es sein, dass ich verliebt bin? | 047    |
| 12.   | 10       | Türkei                 | İzel Çeliköz, Reyhan Karaca ve Can Uğurluer | İki dakika M: Şevket Uğurluer; T: Aysel Gürel                                    | Türkisch       | Zwei Minuten                           | 044    |
| 13.   | 04       | Griechenland           | Sophia Vossou Σοφία Βόσσου                  | I Anixi (Η άνοιξη) M/T: Andreas Mikroutsikos                                     | Griechisch     | Frühling                               | 036    |
| 14.   | 07       | Luxemburg              | Sarah Bray                                  | Un baiser volé M: Patrick Hippert; T: Mick Wersant, Linda Lecomte                | Französisch    | Ein gestohlener Kuss                   | 029    |
| 15.   | 02       | Island                 | Stefán & Eyfi                               | Draumur um Nínu M/T: Eyjólfur Kristjánsson                                       | Isländisch     | Der Traum über Nina                    | 026    |
| 16.   | 18       | Belgien                | Clouseau                                    | Geef het op M/T: Kris Wauters, Jan Leyers, Koen Wauters, Bob Savenberg           | Niederländisch | Gib es auf                             | 023    |
| 17.   | 14       | Norwegen               | Just 4 Fun                                  | Mrs. Thompson M: P.G. Roness, Kaare Skevik Jr.; T: Dag Kolsrud                   | Norwegisch c   | Fr. Thompson                           | 014    |
| 18.   | 17       | Deutschland            | Atlantis 2000                               | Dieser Traum darf niemals sterben M: Alfons Weindorf; T: Helmut Frey             | Deutsch        | –                                      | 010    |
| 19.   | 13       | Dänemark               | Anders Frandsen                             | Lige der hvor hjertet slår M/T: Michael Elo                                      | Dänisch        | Gerade da, wo das Herz schlägt         | 008    |
| 20.   | 16       | Finnland               | Kaija                                       | Hullu yö M: Ile Kallio; T: Jukka Välimaa                                         | Finnisch       | Eine verrückte Nacht                   | 006    |
| 21.   | 01       | Jugoslawien            | Bebi Dol Беби Дол                           | Brazil (Бразил) M: Zoran Vračević; T: Dragana Šarić                              | Serbisch       | Brasilien                              | 001    |
| 22.   | 06       | Österreich             | Thomas Forstner                             | Venedig im Regen M/T: Robby Musenbichler, Hubert Moser, Wolfgang Eltner          | Deutsch        | –                                      | 000    |

## Punktevergabe
| Land | Abstimmungsergebnisse | Abstimmungsergebnisse | Abstimmungsergebnisse | Abstimmungsergebnisse | Abstimmungsergebnisse | Abstimmungsergebnisse | Abstimmungsergebnisse | Abstimmungsergebnisse | Abstimmungsergebnisse | Abstimmungsergebnisse | Abstimmungsergebnisse | Abstimmungsergebnisse | Abstimmungsergebnisse | Abstimmungsergebnisse | Abstimmungsergebnisse | Abstimmungsergebnisse | Abstimmungsergebnisse | Abstimmungsergebnisse | Abstimmungsergebnisse | Abstimmungsergebnisse | Abstimmungsergebnisse | Abstimmungsergebnisse | Abstimmungsergebnisse | Abstimmungsergebnisse |
| Land | Punkte                | YU                    | IS                    | MT                    | GR                    | CH                    | AT                    | LU                    | SE                    | FR                    | TK                    | IE                    | PT                    | DK                    | NO                    | IL                    | FI                    | DE                    | BE                    | ES                    | UK                    | CY                    | IT                    | Votings               |
| --- | --------------------- | --------------------- | --------------------- | --------------------- | --------------------- | --------------------- | --------------------- | --------------------- | --------------------- | --------------------- | --------------------- | --------------------- | --------------------- | --------------------- | --------------------- | --------------------- | --------------------- | --------------------- | --------------------- | --------------------- | --------------------- | --------------------- | --------------------- | --------------------- |
| Jugoslawien | 001                   |                       | –                     | 1                     | –                     | –                     | –                     | –                     | –                     | –                     | –                     | –                     | –                     | –                     | –                     | –                     | –                     | –                     | –                     | –                     | –                     | –                     | –                     | 01                    |
| Island | 026                   | –                     |                       | –                     | –                     | 4                     | –                     | –                     | 10                    | –                     | –                     | –                     | –                     | –                     | –                     | –                     | –                     | 5                     | –                     | –                     | –                     | –                     | 7                     | 04                    |
| Malta | 106                   | 1                     | –                     |                       | 2                     | 6                     | 4                     | 10                    | 12                    | 2                     | 7                     | 12                    | 7                     | –                     | 6                     | –                     | –                     | 10                    | 4                     | 6                     | 7                     | –                     | 10                    | 16                    |
| Griechenland | 036                   | 4                     | –                     | 5                     |                       | –                     | 2                     | –                     | –                     | –                     | –                     | 1                     | –                     | –                     | 1                     | 4                     | 1                     | –                     | 1                     | 5                     | –                     | 10                    | 2                     | 11                    |
| Schweiz | 118                   | 5                     | 5                     | –                     | 7                     |                       | 8                     | 12                    | 8                     | 4                     | 2                     | 2                     | 6                     | 5                     | 3                     | 8                     | 5                     | 6                     | 12                    | –                     | 8                     | 8                     | 4                     | 19                    |
| Österreich | 000                   | –                     | –                     | –                     | –                     | –                     |                       | –                     | –                     | –                     | –                     | –                     | –                     | –                     | –                     | –                     | –                     | –                     | –                     | –                     | –                     | –                     | –                     | 0                     |
| Luxemburg | 029                   | –                     | 4                     | –                     | –                     | –                     | 5                     |                       | 1                     | –                     | 3                     | –                     | 2                     | 4                     | –                     | –                     | –                     | 3                     | 2                     | –                     | 3                     | 2                     | –                     | 10                    |
| Schweden | 146                   | 6                     | 12                    | –                     | –                     | 10                    | 10                    | 7                     |                       | –                     | 6                     | 3                     | 10                    | 12                    | 8                     | 10                    | 8                     | 12                    | 10                    | 4                     | 12                    | 6                     | –                     | 17                    |
| Frankreich | 146                   | 10                    | 7                     | 3                     | 8                     | 7                     | 12                    | –                     | 5                     |                       | –                     | 7                     | 5                     | –                     | 12                    | 12                    | 10                    | 8                     | 7                     | 8                     | 6                     | 7                     | 12                    | 18                    |
| Türkei | 044                   | –                     | –                     | 7                     | –                     | –                     | –                     | –                     | –                     | 7                     |                       | –                     | –                     | 8                     | –                     | 7                     | –                     | –                     | –                     | 2                     | 5                     | –                     | 8                     | 07                    |
| Irland | 047                   | 3                     | –                     | 4                     | –                     | 3                     | 1                     | 8                     | –                     | –                     | 4                     |                       | –                     | 7                     | –                     | 1                     | 2                     | 2                     | 5                     | –                     | 4                     | –                     | 3                     | 13                    |
| Portugal | 062                   | –                     | 8                     | –                     | 4                     | 1                     | –                     | 2                     | 7                     | 10                    | 5                     | –                     |                       | 1                     | 2                     | –                     | 7                     | –                     | –                     | 10                    | –                     | 4                     | 1                     | 13                    |
| Dänemark | 008                   | –                     | –                     | –                     | –                     | –                     | –                     | –                     | 3                     | –                     | –                     | –                     | –                     |                       | 5                     | –                     | –                     | –                     | –                     | –                     | –                     | –                     | –                     | 02                    |
| Norwegen | 014                   | –                     | 6                     | –                     | –                     | –                     | –                     | 1                     | –                     | –                     | 1                     | –                     | –                     | 2                     |                       | –                     | –                     | 4                     | –                     | –                     | –                     | –                     | –                     | 05                    |
| Israel | 139                   | 12                    | 10                    | 8                     | 5                     | 8                     | –                     | 5                     | 6                     | 3                     | 12                    | 8                     | 4                     | 10                    | 7                     |                       | 6                     | –                     | 8                     | 12                    | 10                    | 5                     | –                     | 18                    |
| Finnland | 006                   | –                     | 1                     | –                     | 1                     | –                     | –                     | –                     | –                     | –                     | –                     | 4                     | –                     | –                     | –                     | –                     |                       | –                     | –                     | –                     | –                     | –                     | –                     | 03                    |
| Deutschland | 010                   | –                     | –                     | –                     | –                     | –                     | –                     | –                     | –                     | –                     | –                     | –                     | –                     | 6                     | –                     | –                     | –                     |                       | –                     | 1                     | –                     | 3                     | –                     | 03                    |
| Belgien | 023                   | –                     | –                     | –                     | –                     | –                     | 3                     | –                     | 2                     | 5                     | –                     | –                     | –                     | –                     | –                     | –                     | 3                     | –                     |                       | 3                     | 2                     | –                     | 5                     | 07                    |
| Spanien | 119                   | 8                     | 2                     | 6                     | 10                    | 12                    | 7                     | 6                     | 4                     | 6                     | 8                     | 6                     | 8                     | –                     | 4                     | 2                     | 4                     | 7                     | 6                     |                       | 1                     | 12                    | –                     | 19                    |
| Vereinigtes Königreich                                                                                                 | 047                   | –                     | –                     | 10                    | 3                     | 5                     | 6                     | 3                     | –                     | 1                     | –                     | –                     | 1                     | 3                     | –                     | 5                     | –                     | –                     | 3                     | –                     |                       | 1                     | 6                     | 12                    |
| Zypern | 060                   | 2                     | 3                     | 12                    | 12                    | –                     | –                     | 4                     | –                     | 12                    | –                     | 5                     | 3                     | –                     | –                     | 6                     | –                     | 1                     | –                     | –                     | –                     |                       | –                     | 11                    |
| Italien | 089                   | 7                     | –                     | 2                     | 6                     | 2                     | –                     | –                     | –                     | 8                     | 10                    | 10                    | 12                    | –                     | 10                    | 3                     | 12                    | –                     | –                     | 7                     | –                     | –                     |                       | 12                    |
| Die Tabelle ist senkrecht nach der Auftrittsreihenfolge geordnet, waagerecht nach der chronologischen Punkteverlesung. |                       |                       |                       |                       |                       |                       |                       |                       |                       |                       |                       |                       |                       |                       |                       |                       |                       |                       |                       |                       |                       |                       |                       |                       |

### Statistik der Zwölf-Punkte-Vergabe
| Anzahl | Land       | erhalten von                                          |
| ------ | ---------- | ----------------------------------------------------- |
| 4      | Frankreich | Israel, Italien, Norwegen, Österreich                 |
| 4      | Schweden   | Dänemark, Deutschland, Island, Vereinigtes Königreich |
| 3      | Israel     | Jugoslawien, Spanien, Türkei                          |
| 3      | Zypern     | Frankreich, Griechenland, Malta                       |
| 2      | Italien    | Finnland, Portugal                                    |
| 2      | Malta      | Irland, Schweden                                      |
| 2      | Schweiz    | Belgien, Luxemburg                                    |
| 2      | Spanien    | Schweiz, Zypern                                       |

### Punktesprecher
| Nr. | Land                   | Sprecher               | Anmerkungen                                                              |
| --- | ---------------------- | ---------------------- | ------------------------------------------------------------------------ |
| 01  | Jugoslawien            |                        | –                                                                        |
| 02  | Island                 |                        | –                                                                        |
| 03  | Malta                  | Dominic Micallef       | –                                                                        |
| 04  | Griechenland           |                        | –                                                                        |
| 05  | Schweiz                | Michel Stocker         | Punktesprecher seit 1975                                                 |
| 06  | Österreich             | Gabriele Haring        | –                                                                        |
| 07  | Luxemburg              |                        | –                                                                        |
| 08  | Schweden               | Bo Hagström            | –                                                                        |
| 09  | Frankreich             | Daniela Lumbroso       | –                                                                        |
| 10  | Türkei                 | Canan Kumbasar         | –                                                                        |
| 11  | Irland                 | Eileen Dunne           | Punktesprecherin 1989 und 1990                                           |
| 12  | Portugal               | Maria Margarida Gaspar | Punktesprecherin 1985 und Kommentatorin 1987                             |
| 13  | Dänemark               |                        | –                                                                        |
| 14  | Norwegen               |                        | –                                                                        |
| 15  | Israel                 | Yitzhak Shim'oni       | Punktesprecher 1974 bis 1978, 1982, 1983 und seit 1985, Kommentator 1979 |
| 16  | Finnland               | Heidi Kokki            | –                                                                        |
| 17  | Deutschland            | Christian Eckhardt     | –                                                                        |
| 18  | Belgien                |                        | –                                                                        |
| 19  | Spanien                | María Ángeles Balañac  | –                                                                        |
| 20  | Vereinigtes Königreich | Colin Berry            | Punktesprecher 1977 bis 1979 und seit 1981                               |
| 21  | Zypern                 | Anna Partelidou        | Punktesprecherin 1981 bis 1987, 1989 und 1990                            |
| 22  | Italien                | Rosanna Vaudetti       | Kommentatorin 1974, 1979, 1985 und 1987                                  |